# Корсини, Нери
Нери Корсини (итал. Neri Corsini; 1 августа 1614, Флоренция, Великое герцогство Тосканское — 19 сентября 1678, там же) — итальянский куриальный кардинал. Дядя Папы Климента XII, внучатый дядя кардинала Нери Мария Корсини и праправнучатый дядя кардинала Андреа Корсини. Титулярный архиепископ Дамиаты с 12 августа 1652 по 14 января 1664. Генеральный казначей Апостольской Палаты с 17 апреля 1660 по 14 января 1664. Апостольский легат в Ферраре с 10 мая 1667 по 7 мая 1670. Епископ-архиепископ Ареццо с 8 февраля 1672 по 7 марта 1677. Кардинал-священник с 14 января 1664, с титулом церкви Санти-Нерео-эд-Акиллео с 15 марта 1666 по 19 сентября 1678.